# Análise de modo e efeito de falha
Este artigo é sobre FMEA, uma técnica largamente aplicada nas engenharias, como engenharia de produção, em áreas como em engenharia do produto. Esta é uma técnica sistemática e metodológica utilizada durante o processo de criação do produto ou nas fases do projeto que demandem por cuidados na operação e/ou manutenção.

## Descrição
A Análise do modo e efeito de falha ou simplesmente FMEA (do inglês failure mode and effects analysis) é um estudo sistemático e estruturado das falhas potenciais que podem ocorrer em qualquer parte de um sistema para determinar o efeito provável de cada uma sobre todas as outras peças do sistema e no provável sucesso operacional, tendo como objetivo melhoramentos no projeto, produto e desenvolvimento do processo.
Modo de falha e análise de efeitos (FMEA) foi uma das primeiras técnicas sistemáticas para a análise de falhas.  Ele foi desenvolvido por engenheiros de qualidade na década de 1950 para estudar os problemas que possam surgir a partir de falhas de sistemas militares.  O FMEA é muitas vezes o primeiro passo de um estudo de confiabilidade do sistema.  Trata-se de rever todos os componentes, montagens e subsistemas, com o objetivo de identificar possíveis falhas, suas causas e efeitos.  Para cada componente, os modos de falha e seus efeitos resultantes sobre o resto do sistema são registrados em uma planilha FMEA específica.  Existem inúmeras variações de planilhas.  A FMEA é principalmente uma análise qualitativa. Há alguns tipos diferentes de análise FMEA. Existem, funcionais, design e processo de FMEA.  Às vezes, o FMEA é chamado FMECA para indicar que a análise de criticidade é também realizada.
Um FMEA é um raciocínio lógico em um único ponto de análise de falhas e é uma tarefa central na engenharia de confiabilidade , engenharia de segurança e engenharia de qualidade, é especialmente preocupada com o "Processo" ((Fabricação e Montagem) tipo de FMEA) . Uma atividade FMEA de sucesso ajuda a identificar potenciais modos de falha, com base na experiência com os produtos e processos semelhantes ou baseado na física comum da lógica de falha. Ele é amplamente usado no desenvolvimento dos processos de fabricação das indústrias em diversas fases do ciclo de vida do produto. Refere-se ao estudo das consequências dessas falhas em diferentes níveis do sistema.
Análises funcionais são necessárias como entrada para determinar modos de falha corretos.  Um FMEA é utilizado para atenuação do risco baseado em qualquer falha (modo) de redução da severidade ou em reduzir a probabilidade de falha ou de ambos.  O FMEA é, em princípio, uma análise completa, no entanto, a probabilidade de falha só pode ser estimada ou reduzida através da compreensão do mecanismo de falha.  Idealmente esta probabilidade deve ser reduzida "impossível ocorrer", eliminando as causas (raiz).  Por isso, é importante incluir no FMEA uma profundidade adequada de informações sobre as causas do fracasso (análise dedutiva).
A FMEA é uma técnica e identificação e análise de risco eficiente quando aplicada a sistemas ou falhas simples, enquanto a árvore de falhas é a técnica recomendada para sistemas complexos. A diferença é que a metodologia usada pela técnica FMEA categoriza as falhas para priorização das ações corretivas, e a Árvore de Falhas determina a sequência mais crítica de falhas que leva à ocorrência de um evento indesejado.

## Engenharia do produto
O FMEA pode e é constantemente aplicado ao projeto de novos produtos. A ideia central é prever falhas do produto e sugerir formas de correção e possíveis impactos no cliente.

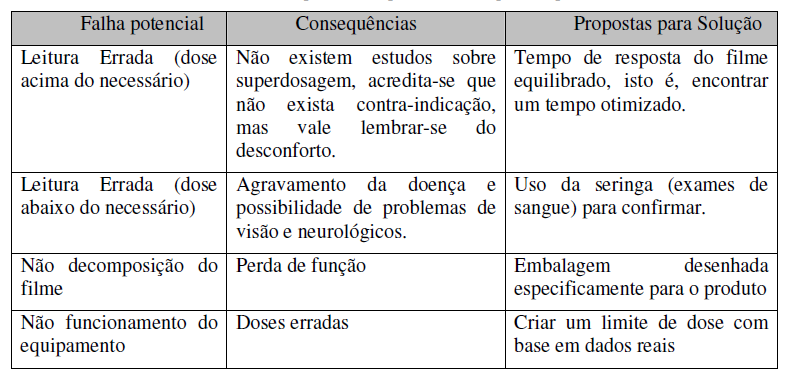
FMEA aplicado ao projeto do produto, tratamento da icterícia neonatal assistido por um filme polimérico.